# Роккетта-Лигуре
Роккетта-Лигуре (итал. Rocchetta Ligure) — коммуна в Италии, располагается в регионе Пьемонт, в провинции Алессандрия.
Население составляет 224 человека (2008 г.), плотность населения составляет 22 чел./км². Занимает площадь 10 км². Почтовый индекс — 15060. Телефонный код — 0143.
Покровителями коммуны почитаются святые Иоаким и Анна, празднование 26 июля.

## Демография
Динамика населения:

## Администрация коммуны
- Официальный сайт: http://www.rocchettavalborbera.it/ (недоступная+ссылка)